# 지가사키역
지가사키역(일본어: 茅ヶ崎駅, ちがさきえき)은 일본 가나가와현 지가사키시에 있는 동일본 여객철도의 철도역이다.
쇼난 라이너 · 홈 라이너 오다와라 · 오하요 라이너 신주쿠가 정차한다.

## 이용 가능한 철도 노선
- 동일본 여객철도
  - 도카이도 본선 (쇼난 신주쿠 라인)
  - 사가미 선

## 역 구조
섬식 승강장 3면 6선 형태의 지상역으로, 교상역사를 보유하고 있다.

### 승강장
| 1·2 | ■ 사가미 선                                | 사무카와 · 에비나 · 하시모토 방면 |
| 3   | ■ 도카이도 화물선 (상행 쇼난 라이너)       | 시나가와 · 도쿄 · 신주쿠 방면     |
| 4   | ■ 도카이도 선 (하행 쇼난 라이너)           | 히라쓰카 · 오다와라 방면          |
| 5   | ■ 도카이도 선 (상행)                       | 요코하마 · 시나가와 · 도쿄 방면   |
| 5   | ■ 쇼난 신주쿠 라인 (다카사키 선 직결 운행) | 시부야 · 신주쿠 · 오미야 방면     |
| 6   | ■ 도카이도 선                              | 히라쓰카 · 오다와라 · 아타미 방면 |

## 역세권 정보
- 지가사키시청
- 분쿄 대학

## 승차량 변동
| 연도   | 하루 평균 승차 인원 |
| ------ | ------------------- |
| 1998년 | 54,819              |
| 1999년 | 54,009              |
| 2000년 | 54,052              |
| 2001년 | 53,813              |
| 2002년 | 53,378              |
| 2003년 | 53,360              |
| 2004년 | 53,458              |
| 2005년 | 54,041              |
| 2006년 | 54,760              |
| 2007년 | 55,627              |
| 2008년 | 55,990              |
| 2009년 | 55,147              |

## 역사
- 1898년 6월 15일 - 철도성 도카이도 본선의 역으로서 개업했다.
- 1921년 9월 28일 - 사가미 철도 사가미 선의 개업으로 환승역이 되었다.
- 1944년 6월 1일 - 사가미 철도 사가미 선이 국유화되었다.
- 1987년 4월 1일 - 민영화에 따라 동일본 여객철도의 소속이 되었다.
- 2001년 11월 18일 - 스이카의 사용이 개시되었다.

## 인접역
| 동일본 여객철도 도카이도 본선                  | 동일본 여객철도 도카이도 본선               | 동일본 여객철도 도카이도 본선 |
| ---------------------------------------------- | ------------------------------------------- | ----------------------------- |
| JT 08 후지사와 구로이소 · 다카사키 방면        | 통근쾌속 · 쾌속 · 쇼난 신주쿠 라인 특별쾌속 | JT 11 히라쓰카 아타미 방면    |
| JT 09 쓰지도 구로이소 · 다카사키 · 신주쿠 방면 | 도카이도 선 보통·쇼난 신주쿠 라인 쾌속      | JT 11 히라쓰카 아타미 방면    |
| 동일본 여객철도 사가미 선                      |                                             |                               |
| 시·종착역                                      | ■ 사가미 선                                 | 기타치가사키 하시모토 방면    |